# 東京都道123号境調布線

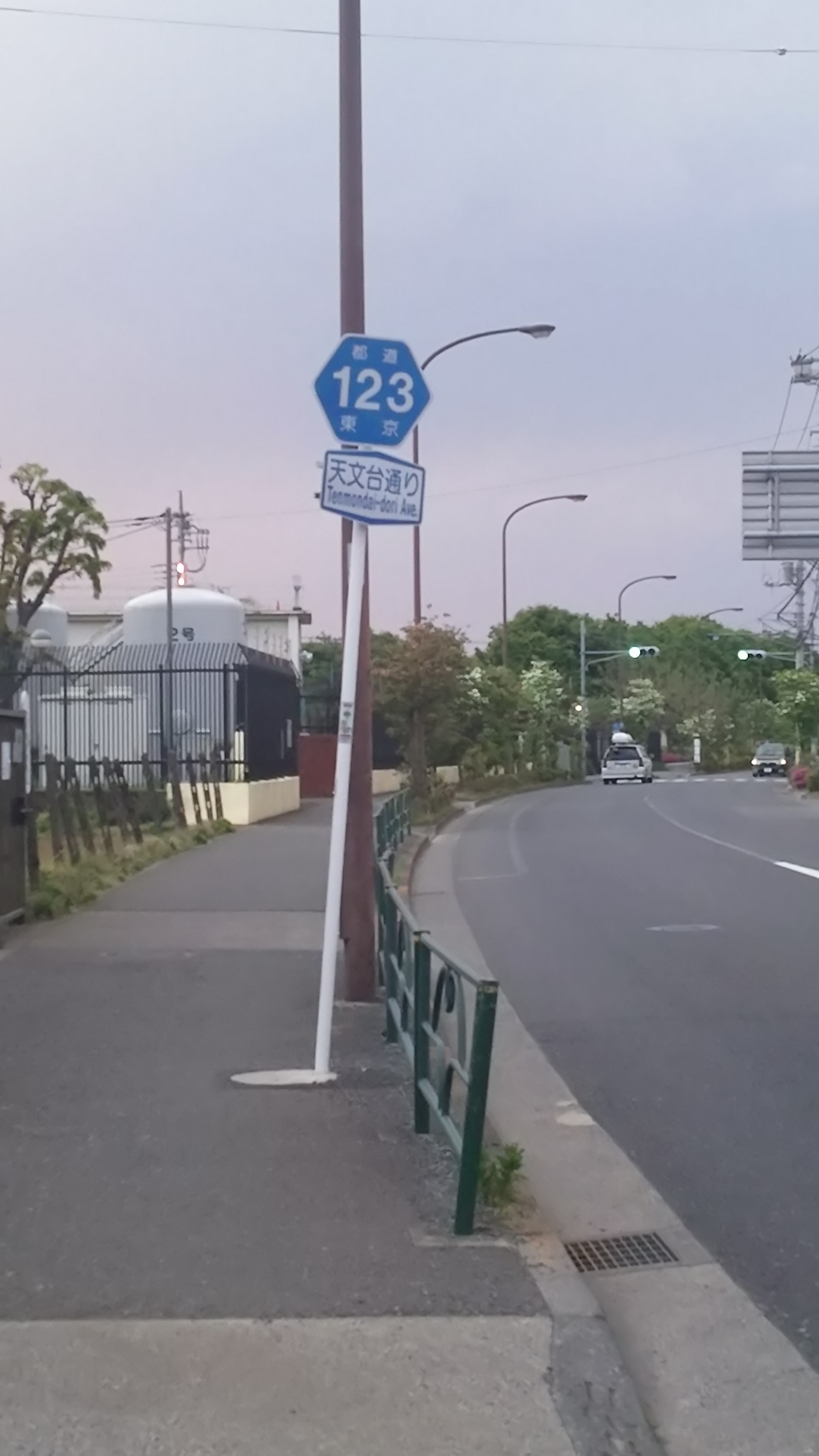
調布市内

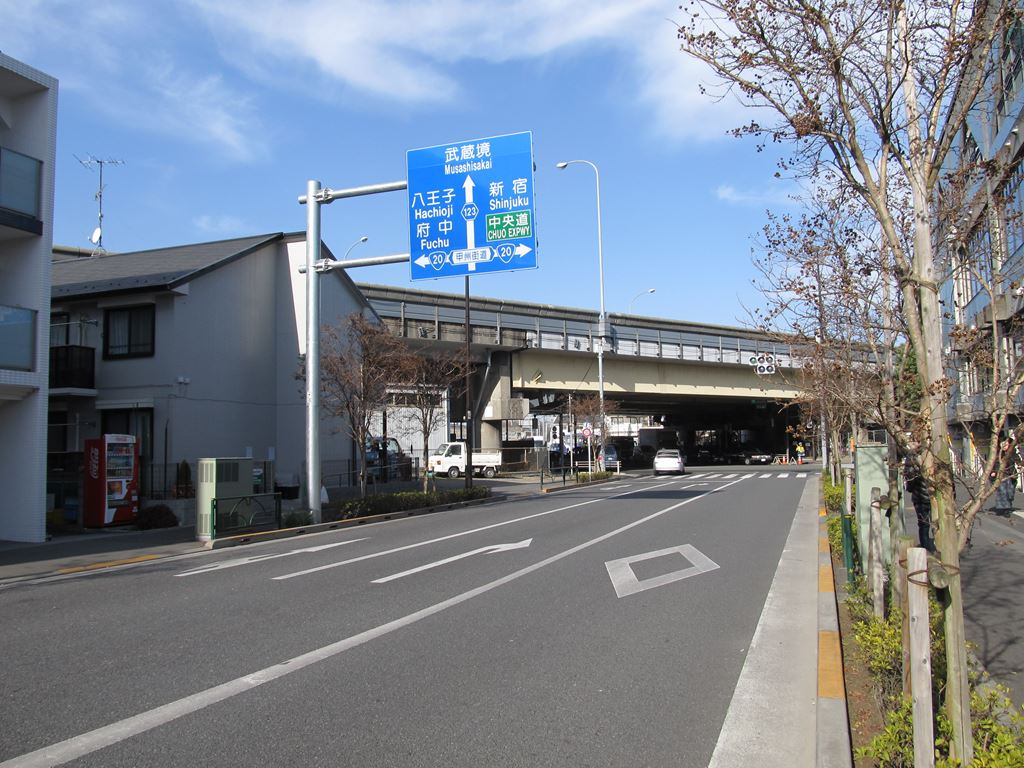

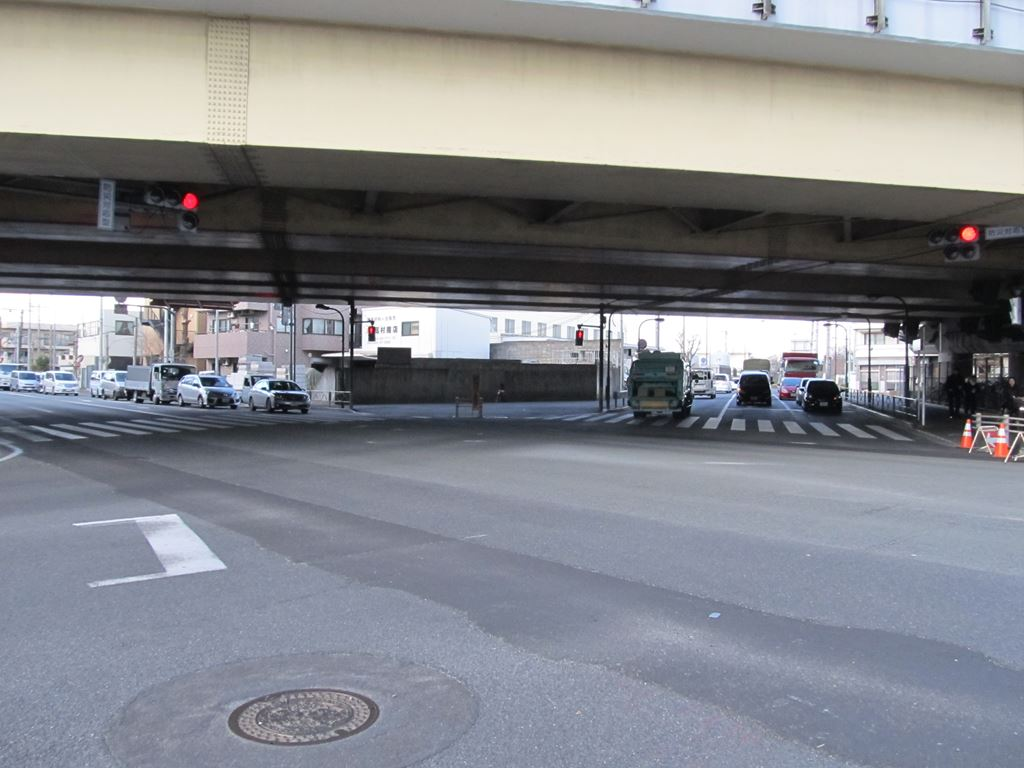
上石原交差点付近

東京都道123号境調布線（とうきょうとどう123ごう さかいちょうふせん）とは武蔵野市境と調布市上石原をむすぶ一般都道である。通称「天文台通り」。

## 概要
- 起点：境橋交差点（東京都道7号杉並あきる野線）
- 終点：西調布駅入口交差点（東京都道229号府中調布線）

## 重複区間
- 東京都道12号調布田無線（東京都武蔵野市境2丁目）武蔵境駅北口 - 都市計画道路境3・4・7号交点

## 通過する自治体
- 東京都
  - 武蔵野市 - 三鷹市 - 調布市

## 交差する道路
| 交差する道路                              | 交差点名     | 所在地   |
| ----------------------------------------- | ------------ | -------- |
| 東京都道7号杉並あきる野線（五日市街道）   | 境橋         | 小金井市 |
| 東京都道12号調布田無線                    |              | 小金井市 |
| 東京都道134号恋ヶ窪新田三鷹線（連雀通り） | 井口新田     | 三鷹市   |
| 東京都道110号府中三鷹線(人見街道)         | 大沢         | 三鷹市   |
| 東京都道14号新宿国立線（東八道路）        | 天文台北     | 三鷹市   |
| 国道20号（甲州街道）                      | 上石原       | 調布市   |
| 東京都道229号府中調布線（旧甲州街道）     | 西調布駅入口 | 調布市   |

## 周辺施設
- 東京都立武蔵高等学校・附属中学校（武蔵野市）
- 武蔵境駅（武蔵野市）
- 国際基督教大学(三鷹市)
- 国立天文台三鷹キャンパス（三鷹市）
- 野川公園（調布市）
- 調布飛行場（調布市）
- 西調布駅（調布市）